# کورت کونکه
کورت کونکه (آلمانی: Kurt Kuhnke؛ زادهٔ ۳۰ آوریل ۱۹۱۰ در شچچین، پومرانیا، درگذشتهٔ، ۸ فوریهٔ ۱۹۶۹ در براونشوایگ، ساکسونی سفلی) رانندهٔ مسابقات اتومبیل‌رانی فرمول یک اهل آلمان بود که در فصل ۱۹۶۳ در مجموع در یک گراند پری شرکت کرد، اما موفق به کسب هیچ امتیازی نشد.
کونکه در ۸ فوریهٔ ۱۹۶۹ در براونشوایگ، ساکسونی سفلی درگذشت.